# Giunta liquidatrice dell'Asse ecclesiastico di Roma
La Giunta liquidatrice dell'asse ecclesiastico di Roma fu un organo governativo del Regno d'Italia, in funzione dal 22 luglio 1873 al 30 settembre 1879, avente il compito di applicare nella città di Roma e nei territori delle diocesi suburbicarie quanto disposto dalla normativa nazionale in materia di eversione dell'asse ecclesiastico: cioè di soppressione delle corporazioni religiose (Legge 7 luglio 1866, n. 3036) e liquidazione dell'asse ecclesiastico (Legge 15 agosto 1867, n. 3848).  Le attività della Giunta sono da visualizzare all'interno della vasta e articolata operazione di secolarizzazione dei beni ecclesiastici, iniziata nel 1866 (con le prime leggi eversive del Regno d'Italia) e terminata nel 1929 (con l'approvazione del Concordato).

## Storia
La Giunta liquidatrice dell'asse ecclesiastico di Roma fu istituita con l'art. 9 della Legge 19 giugno 1873, n. 1402; cioè con la legge "che estende alla Provincia di Roma le Leggi sulle Corporazioni religiose e sulla conversione dei beni immobili degli Enti morali ecclesiastici". Questa stessa legge stabilì anche un regime speciale per le istituzioni della città di Roma e per le sedi suburbicarie: 
- (art. 8) furono esentati dalla conversione successiva allo sgombero tutti i beni già indicati dall'art. 18 (numeri 1, 2, 3 e 7) della Legge 7 luglio 1866, n. 3036[1] e, in aggiunta, anche gli immobili ecclesiastici adibiti a ospedali, quelli adibiti a edifici di beneficenza, gli edifici adibiti all'istruzione, quelli  necessari  per le grandi biblioteche o le collezioni di oggetti d'arte o anche di antichità, e i fabbricati dei conventi per cui il Comune e la Provincia di Roma fecero espressa richiesta entro un anno, così da poterli utilizzare con le medesime finalità, sottraendoli alle competenze  dell'Amministrazione demaniale e quella del Fondo per il culto;

- (art. 16) gli enti ecclesiastici vennero aboliti solo se di patronato laicale (come i canonicati e altri benefici ecclesiastici, le cappellanie, le abbazie, ecc.);
- (art. 17) fu data la possibilità ai rappresentanti degli enti romani conservati di effettuare essi stessi una proposta di conversione dei propri beni immobili;
- (art. 25) la tassa straordinaria del 30% sui beni degli enti conservati e sulla rendita derivata dai beni delle corporazioni soppresse fu mantenuta solamente per i redditi annui eccedenti le 800 lire per i canonicati e le 500 lire per le cappellanie;
- (art. 27) agli enti non soppressi fu proibita la possibilità di accrescere il proprio patrimonio.

Con la Legge 7 settembre 1879, n. 5069 la Giunta fu sciolta e le sue funzioni furono attribuite interamente a un singolo commissario regio. Le principali ragioni dietro tale decisione furono:
- la volontà di semplificare e riordinare l'apparato amministrativo, così da giungere più rapidamente al completamento dei propositi alla base della legge 1402 del 1873 (cioè la soppressione delle corporazioni religiose di Roma e la liquidazione dell'asse ecclesiastico romano);
- la sproporzione fra i compiti residui di cui la Giunta si sarebbe dovuta ancora occupare e il suo apparato amministrativo così tanto numeroso e dispendioso;
- le irregolarità gestionali emerse durante l'attività della Giunta stessa.

Il regio commissariato ebbe anch'esso breve durata, perché restò in funzione dal 1879 al 1885, per poi essere a sua volta soppresso.

## Struttura e funzionamento
La Giunta liquidatrice dell'asse ecclesiastico di Roma fu un organo collegiale composto da tre membri, nominato per decreto reale su proposta del ministro di grazia e giustizia e dei culti, sentito il Consiglio dei ministri. Le deliberazioni della Giunta venivano prese a maggioranza e alle sedute dovevano partecipare sempre tutti e tre i suoi componenti; per tale motivo, onde mantenere costante il numero dei membri, venivano indicati anche due membri supplenti. La Giunta fece riferimento al Ministero di grazia e giustizia e dei culti, ma poté interagire direttamente anche con le diverse amministrazioni governative, che erano tenute a collaborare se interpellate.

### Presidente
Il presidente della Giunta aveva la funzione di rappresentante legale della Giunta stessa durante i giudizi e le relazioni con le autorità pubbliche, eseguiva le deliberazioni e stipulava i contratti. Veniva nominato tra uno dei tre componenti della Giunta, attraverso un regio decreto, e in caso di mancanza o impedimento veniva temporaneamente sostituito dal componente della Giunta superiore in grado e, a parità di grado, il maggiore di età tra i membri ordinari.

### Cassiere
Il cassiere della Giunta aveva il compito di: riscuotere le rendite dei beni amministrati, riscuotere il prezzo dei beni alienati, pagare le spese sostenute dalla Giunta. Il lavoro del cassiere della Giunta era supervisionato da un impiegato di controllo.

### Ufficio
La Giunta liquidatrice dell'asse ecclesiastico di Roma ebbe alle sue dipendenze un ufficio, diretto da un segretario capo nominato anch'egli con decreto reale, sempre su proposta del ministro di grazia e giustizia dei culti. Per decreto reale erano determinati il numero e lo stipendio degli addetti all'ufficio, i quali erano nominati invece con decreto ministeriale su proposta della Giunta stessa. Tra gli addetti all'ufficio risultarono: impiegati di prima categoria (compreso il segretario capo), addetti all'ufficio tecnico (compreso l'ingegnere capo), impiegati di seconda categoria (compreso il ragioniere capo, il ricevitore-cassiere e il controllore), ufficiali d'ordine (compreso l'archivista), uscieri e inservienti, impiegati straordinari (ad esempio degli scrivani).

### Commissione di vigilanza
L'operato della Giunta fu sempre sottoposto al controllo di una Commissione di vigilanza costituita ad hoc e formata da 11 membri: i primi nove erano costituiti da tre senatori e tre deputati, eletti annualmente dalle rispettive Camere, e tre componenti nominati dal re su proposta del ministro di grazia e giustizia; gli ultimi due membri erano rappresentanti del Consiglio provinciale di Roma. Il presidente della Commissione veniva designato dal sovrano proprio tra uno di questi membri. I compiti della Commissione di vigilanza furono: l'alta ispezione sull'operato dell'organo amministrativo, con relazione annuale al re e distribuzione di essa al Parlamento; e la ricezione e la revisione del bilancio annuale per l'anno in corso e il resoconto della gestione dell'anno precedente da parte della Giunta liquidatrice dell'asse ecclesiastico di Roma (obbligata a consegnarla entro il primo semestre di ogni anno). Il bilancio doveva essere accompagnato dallo stato patrimoniale, da quello relativo alle pensioni liquidate ai religiosi, e dallo stato di rendita delle assegnazioni provvisorie o definitive ai soggetti previsti dalla legge.

## Competenza territoriale
La competenza territoriale della Giunta liquidatrice dell'asse ecclesiastico di Roma riguardò la città di Roma e i territori delle diocesi suburbicarie:
- Albano (comuni di Albano Laziale, Anzio, Ariccia, Castel Gandolfo, Civita Lavinia, ora Lanuvio, Genzano, Marino, Nemi, Nettuno, e parte della campagna romana);
- Frascati (comuni di Colonna, Frascati, Grottaferrata, Monte Compatri, Monte Porzio Catone, Rocca di Papa, Rocca Priora, e parte della campagna romana);
- Magliano Sabina (comuni di Mentana, Monteflavio, Montelibretti, Monterotondo, Montorio Romano, Moricone, Nerola, Palombara Sabina).
- Ostia e Velletri (comuni di Cisterna, Cori, Rocca Massima, Velletri);
- Palestrina (comuni di Paliano, Serrone, Capranica Prenestina, Castel San Pietro Romano, Cave, Gallicano nel Lazio, Genazzano, Olevano Romano, Palestrina, Pisoniano, Rocca di Cave, San Vito Romano, Zagarolo e Labico);
- Porto e Santa Rufina (comuni di Cerveteri, Campagnano di Roma, Castelnuovo di Porto, Riano, e parte della campagna romana);